# خاندان آریما

نشان خانوادگی

خاندان آریما یا خاندان هیزن آریما (به ژاپنی: 肥前有馬氏) یکی از خاندان‌های اشرافی ژاپنی است. مقر این خاندان در ولایت هیزن بوده است. آریما هارونوبو دایمیوی مسیحی رهبر این خاندان بوده است.